# Mondfinsternis vom 30. April/1. Mai 695 v. Chr.
Die Mondfinsternis vom 30. April/1. Mai 695 v. Chr. ist in  babylonischen Quellen überliefert und zwar in den ACT-Texten. Besondere Bedeutung erlangte diese Aufzeichnung, da in ihr Bezug auf den assyrischen Vizekönig und babylonischen Regenten Aššur-nadin-šumi genommen wird. Heute befindet sich die Keilschrifttafel BM 32238 im British Museum zu London.

## Babylonische Erwähnung
Bei dem erwähnten astronomischen Ereignis handelte es sich um eine partielle Mondfinsternis, die aufgrund der Angaben im Keilschrifttext genau zu datieren war. Die Mondfinsternis begann in Babylonien etwa um 3:15 Uhr des 1. Mai 695 v. Chr. Der Schreiber des babylonischen Keilschrifttextes vermerkte die genaue Zeitangabe der Mondfinsternis:

„[Aššur-nadin-šumi 5. Jahr]: Zweiter Monat, 1[.].Tag [...] vollständig, er (der Mond) im Schatten. (Beginn) 30 UŠ (30 deg; etwa 120 Minuten) vor Sonnenaufgang.“